# Daniel Roth
Daniel Roth (n. 12 decembrie 1801, Sibiu - n. 25 august 1859, Iași) a fost un medic și scriitor de limbă germană din Transilvania.
Roth a studiat teologie la Viena. A fost profesor la gimnaziul din Sibiu și mai apoi preot evanghelic la Iași. A studiat farmacie și medicină la München. Din 1836 a fost preot la Cașolț. În timpul revoluției din 1848 s-a refugiat în Muntenia unde a practicat ca medic. Ulterior s-a reîntors la Iași, tot ca medic. 
Daniel Roth, preot, profesor și mai pe urmă medic militar, a fost un scriitor fecund, cu un remarcabil talent literar, care a scris romane, nuvele și drame. Între altele, a publicat și o mică broșură politică, apărută subt titlul: „Despre Unire și în subsidiar un cuvânt asupra unei posibile monarhii daco-române subt coroana Austriei” , în care a susținut înființarea unui regat român în cadrul Imperiului Austriac: „Ideea unui stat daco-român (subt autoritatea supremă a împăratului), este o idee care se va traduce în faptă.” Septimiu Albini a tradus acest articol în limba română. 

## Lucrări
- Disertatio de mutuo animae et corporis commercio, Sibiu 1834.
- Landstreu. Erzählungen aus dem fünfzehnten Jahrhundert, Brașov, 1841.
- Der Kurutzen-Anführer. Eine Erzählung aus dem Anfang des 18. Jahrhunderts, Brașov, 1841.
- Der Pfarrhof zu Kleinschenk. Vaterländische Erzählung aus dem Anfang des 18. Jahrhunderts (Casa parohială din Cincșor), Editura „Hochmeister´sche Buchhandlung”, Sibiu, 1846.
- Johann Zabanius, Sachs von Harteneck, roman politic, 1847
- Von der Union und nebenbei ein Wort über eine mögliche dakoromänische Monarchie unter Oesterreichs Krone. Geschrieben in Mai 1848 (Despre Unire, cu un cuvânt despre o posibilă monarhie dacoromână sub coroana Austriei. Scris în mai 1848), publicat postum, Sibiu, 1895.

### Teatru
- Don Raphael. Trauerspiel in fünf Aufzügen, Brașov, 1841
- Der Königsrichter von Hermannstadt. Drama in fünf Aufzügen, Brașov, 1841
- Die Normannen in Italien. Drama in fünf Abteilungen, Editura Johann Gött, Brașov, 1844
- Amalasontha oder die Kinder des Waldes. Drama in fünf Aufzügen, piesa fost reprezentată la Sibiu pe 25 septembrie 1843
- Rákczy und Bartsai. Ein Schauspiel in fünf Akten, reprezentarea piesei a fost interzisă la Sibiu din motive politice